# Paul Pujade
Paul Pujade, (Arles, 17 de març de 1854 - París, 8 d'agost de 1927) és un polític nord-català, diputat a l'Assemblea Nacional Francesa.

## Biografia
Fill del farmacèutic Jean Pujade, el 1879 es llicencià en medicina i exercí a l'estació termal de Els Banys i Palaldà. S'hi especialitzà en el tractament de la tuberculosi, sobre la qual va escriure algunes obres. Una d'elles, Cure pratique de la tuberculose, fou premiada per l'Acadèmia Francesa.
Fou escollit alcalde d'Els Banys d'Arles de 1888 a 1913, conseller general de 1886 a 1910, president del Consell General dels Pirineus Orientals dos cops i diputat a l'Assemblea Nacional Francesa pels Pirineus Orientals de 1905 a 1914, on va formar part del grup parlamentari Radical socialista.